# Liste der Grafen von Poitou
In der Liste der Grafen von Poitou sind die Inhaber der Herrschaft über das mittelalterliche französische Feudalterritorium Poitou aufgeführt.
Das Poitou war eine der wichtigsten Provinzen Aquitaniens und war die Hauptdomäne der mittelalterlichen Herzöge von Aquitanien. Nachdem das Herzogtum Aquitanien 1224 faktisch aufgelöst worden war, wurde das Poitou in die königliche Domäne aufgenommen und an diverse königliche Prinzen als Apanage verliehen.
Nach dem Hauptort des Poitou nannten sich die Amtsinhaber gelegentlich auch Grafen von Poitiers.
| Name                                                                    | Regierungszeit | Verwandtschaft                          | Anmerkungen                                                |
| ----------------------------------------------------------------------- | -------------- | --------------------------------------- | ---------------------------------------------------------- |
| karolingische Gaugrafen                                                 |                |                                         |                                                            |
| Hatton                                                                  | 735–778        |                                         |                                                            |
| Abboin                                                                  | 778–794/811    |                                         |                                                            |
| Richwin                                                                 | 811–814/815    |                                         | Graf von Nantes                                            |
| Bernard                                                                 | 815–825        |                                         |                                                            |
| Emenon                                                                  | 828–839        |                                         | später Graf von Angoulême                                  |
| Ramnulfiden (Haus Poitiers)                                             |                |                                         |                                                            |
| Ramnulf I.                                                              | 839–866        |                                         |                                                            |
| Ramnulf II.                                                             | 866–868        | Sohn seines Vorgängers                  |                                                            |
| Bernhard von Gothien                                                    | 868–878        | Bruder von Emenon                       |                                                            |
| Ramnulf II.                                                             | 878–890        |                                         |                                                            |
| Ebalus Mancer                                                           | 890–892        | Sohn seines Vorgängers                  |                                                            |
| Adémar                                                                  | 892–902        | Sohn von Emenon                         | später Graf von Angoulême                                  |
| Ebalus Mancer                                                           | 902–934        |                                         |                                                            |
| Wilhelm I. Werghaupt                                                    | 934–963        | Sohn seines Vorgängers                  | als Wilhelm III., Herzog von Aquitanien                    |
| Wilhelm II. Eisenarm                                                    | 963–995        | Sohn seines Vorgängers                  | als Wilhelm IV., Herzog von Aquitanien                     |
| Wilhelm III. der Große                                                  | 995–1030       | Sohn seines Vorgängers                  | als Wilhelm V., Herzog von Aquitanien                      |
| Wilhelm IV. der Dicke                                                   | 1030–1038      | Sohn seines Vorgängers                  | als Wilhelm VI., Herzog von Aquitanien                     |
| Odo                                                                     | 1038–1039      | Bruder seines Vorgängers                | Herzog von Aquitanien                                      |
| Wilhelm V. der Adler                                                    | 1039–1058      | Bruder seines Vorgängers                | als Wilhelm VII., Herzog von Aquitanien                    |
| Wilhelm VI.                                                             | 1058–1086      | Bruder seines Vorgängers                | als Wilhelm VIII., Herzog von Aquitanien                   |
| Wilhelm VII. der Troubadour                                             | 1086–1127      | Sohn seines Vorgängers                  | als Wilhelm IX., Herzog von Aquitanien                     |
| Wilhelm VIII. der Toulousaner                                           | 1127–1137      | Sohn seines Vorgängers                  | als Wilhelm X., Herzog von Aquitanien                      |
| Eleonore                                                                | 1137–1204      | Tochter ihres Vorgängers                | Herzogin von Aquitanien Königin von Frankreich und England |
| Plantagenets                                                            |                |                                         |                                                            |
| Richard Löwenherz                                                       | 1169–1196      | Sohn seiner Vorgängerin                 | Herzog von Aquitanien König von England                    |
| Otto von Braunschweig                                                   | 1196–1198      | Neffe seines Vorgängers                 | Welfe                                                      |
| Richard Löwenherz                                                       | 1198–1199      |                                         | Herzog von Aquitanien König von England                    |
| Johann Ohneland                                                         | 1199–1216      | Bruder seines Vorgängers                | Herzog von Aquitanien König von England                    |
| Heinrich                                                                | 1216–1224      | Sohn seines Vorgängers                  | Herzog von Aquitanien als Heinrich III., König von England |
| Vereinigung mit der Krondomäne durch König Ludwig VIII. von Frankreich. |                |                                         |                                                            |
| apanagierte Grafen aus königlichem Haus                                 |                |                                         |                                                            |
| Alfons von Poitiers                                                     | 1241–1271      | Sohn König Ludwigs VIII. von Frankreich | Graf von Toulouse                                          |
| Philipp der Lange                                                       | 1311–1316      | Sohn König Philipps IV. von Frankreich  | ab 1316 König von Frankreich                               |
| Ludwig                                                                  | 1350–1354      | Sohn König Johanns II. von Frankreich   | Herzog von Anjou                                           |
| Karl                                                                    | 1354–1364      | Sohn König Johanns II. von Frankreich   | Herzog der Normandie ab 1364 König von Frankreich          |
| Johann                                                                  | 1369–1415      | Sohn König Johanns II. von Frankreich   | Herzog von Berry                                           |
| Johann                                                                  | 1416–1417      | Sohn König Karls VI. von Frankreich     | Herzog von Touraine                                        |
| Karl                                                                    | 1417–1422      | Sohn König Karls VII. von Frankreich    | ab 1422 König von Frankreich                               |
| Endgültige Vereinigung mit der Krondomäne nach Karls Regierungsantritt. |                |                                         |                                                            |